# Hydrolithon gardineri
Hydrolithon gardineri (Foslie) Verheij & Prud'homme van Reine, 1993  é o nome botânico  de uma espécie de algas vermelhas pluricelulares do gênero Hydrolithon, família Corallinaceae, subfamília Mastophoroideae.
- São algas marinhas encontradas na Coreia, Indonésia, Chile, Austrália e em algumas ilhas do oceano Pacífico e do oceano Índico.

## Sinonímia
- Lithophyllum craspedium f. abbreviatum    Foslie, 1900
- Lithophyllum gardineri    Foslie, 1907
- Lithophyllum coarctatum    Foslie, 1907
- Lithophyllum gardineri f. obpyramidatum    Foslie, 1907
- Lithophyllum gardineri f. subhemisphaericum    Foslie, 1907
- Porolithon gardineri    (Foslie) Foslie, 1909
- Porolithon coarctatum    (Foslie) Foslie, 1909
- Porolithon craspedium f. abbreviatum    (Foslie) Lemoine, 1911
- Porolithon gardineri f. subhemisphaericum    (Foslie) W.R. Taylor, 1950